# 中華人民共和國第十一屆全運會劍擊比賽
中華人民共和國第十一屆全運會擊劍比賽基於國際賽事與十一運會同期，故會提早於2009年9月16日至23日在青島大學體育館進行。本屆比賽共設12個小項，每日進行兩場決賽，最終產生出12面金牌。除於北京奧運中取得好成績的運動員外，包括主辦省份山東以內的運動員，都必須通過預賽，參與十一運會的賽事。
在8天的比賽日中，江蘇繼上屆全運會後，再度於獎牌榜領先，他們包辦了當中的5面金牌，而安徽和解放軍則是首次於本項目摘下金牌。

## 預賽
本屆全運會的擊劍項目預賽由2009年2月起進行，共分為5站賽事。於5站賽事後，得分最高的32位運動員會取得出線資格(各省各市於每個個人小項只限3人出賽)位，團體小項則為前8位。另外，如仲滿、譚雪、李娜、雷聲等於北京奧運時晉身準決賽或以上的運動員都可直接晉身全運會決賽周，無須通過預賽取得參賽資格。

## 獎牌分佈

### 男子
| 項目         | 金牌                            | 银牌                             | 铜牌                               |
| 男子個人花劍 | 張亮亮 (安徽)                   | 馬劍飛 (廣東)                    | 黃良財 (廣東)                      |
| 男子個人佩劍 | 王敬之 (天津)                   | 蔣科律 (江蘇)                    | 陳滔滔 (江蘇)                      |
| 男子個人重劍 | 王偉新 (江蘇)                   | 黎國介 (解放軍)                  | 董國濤 (遼寧)                      |
| 男子團體花劍 | 雷聲 馬劍飛 黃良財 朱俊 (廣東)  | 包曉慶 周志樂 李華 張亮亮 (安徽) | 金愷 張傑 陶佳樂 莊焰 (上海)       |
| 男子團體佩劍 | 劉鵬 陳滔滔 仲滿 蔣科律 (江蘇)  | 崔坤 劉曉 趙波 徐廣野 (遼寧)     | 劉明悅 王敬之 侯松林 侯孟君 (天津) |
| 男子團體重劍 | 顧勤 解永俊 黎國介 庹通(解放軍) | 馬權 趙剛 董國濤 儀野 (遼寧)     | 黃超 劉琪 劉強 王偉新 (江蘇)       |

### 女子
| 項目         | 金牌                             | 银牌                               | 铜牌                               |
| 女子個人花劍 | 蕭愛華 (江蘇)                    | 孫超 (天津)                        | 劉媛 (江蘇)                        |
| 女子個人佩劍 | 譚雪 (天津)                      | 朱敏 (江蘇)                        | 倪紅 (北京)                        |
| 女子個人重劍 | 沈巍巍 (上海)                    | 仲維萍 (上海)                      | 孫玉潔 (遼寧)                      |
| 女子團體花劍 | 劉媛 孟潔 張蕾 蕭愛華 (江蘇)     | 蒲慧瑩 黃嘉玲 陳錦燕 蘇婉文 (廣東) | 金莎莎 張赫男 孟爽 孫超(天津)      |
| 女子團體佩劍 | 朱敏 包盈盈 黃海洋 趙媛媛 (江蘇) | 陳曉冬 李帛丹 袁婷婷 張瑩 (上海)   | 李智宏 萬靖褘 王岩 高雪 (遼寧)     |
| 女子團體重劍 | 尹明芳 張莉 李娜 孫玉潔 (遼寧)   | 秦蘭蘭 譚麗 仲維萍 沈巍巍 (上海)   | 陳雲霞 許安琪 駱小娟 吳海艷 (江蘇) |

## 獎牌榜
| 排名 | 代表团 | 金牌 | 銀牌 | 銅牌 | 总数 |
| ---- | ------ | ---- | ---- | ---- | ---- |
| 1    | 江蘇   | 5    | 2    | 4    | 11   |
| 2    | 天津   | 2    | 1    | 2    | 5    |
| 3    | 上海   | 1    | 3    | 1    | 5    |
| 4    | 遼寧   | 1    | 2    | 3    | 6    |
| 5    | 廣東   | 1    | 2    | 1    | 4    |
| 6    | 安徽   | 1    | 1    | 0    | 2    |
| 6    | 解放軍 | 1    | 1    | 0    | 2    |
| 7    | 四川   | 0    | 1    | 0    | 1    |
| 8    | 北京   | 0    | 0    | 1    | 1    |
| 總計 | 總計   | 12   | 13   | 12   | 37   |